# Шахти села Зелене
Шахти села Зелене — станом на 2017 рік, не працюючі шахти, розташовані на території села Зелене Лисівської сільської ради.
Про початок розробки вугілля в районі сільця Зелене (Чунихине) розповідають історію, згідно із якою селянин копав тут льох (або артезіанський колодязь), і надибав на пласт вугілля потужністю 0,7 м, який потім розробляли на шахтах Кравцова і Шнуренка. Так чи інакше, перші документальні свідчення про видобуток вугілля в районі Зеленого датовані 1880-ми роками. Були відкриті й простежені два пласти вугілля, які називали «Чунихинськими». Пізніше з'ясувалося, що належать вони різним свитам — С22 і С23.
Першою шахтою була копальня нащадків С. П. Євецького. Вона знаходилася на правому схилі балки Губиної, притоку Солоненької, в 1,5 кілометрах на південний схід від шахти ім. Т.Шевченка в районі сучасного села Відродження практично біля полотна залізниці Покровськ — Селидівка і пасажирської платформи 69 км. Копальня розробляла пласт g2 потужністю 1,0 м на глибині 47 м. Шахту було пройдено у 1887 році. На сьогодні відвалів породи цієї копальні не збереглося, хоча ще у 20-х роках ХХ століття О. О. Гапєєв писав про групу відвалів у балці Губиній.

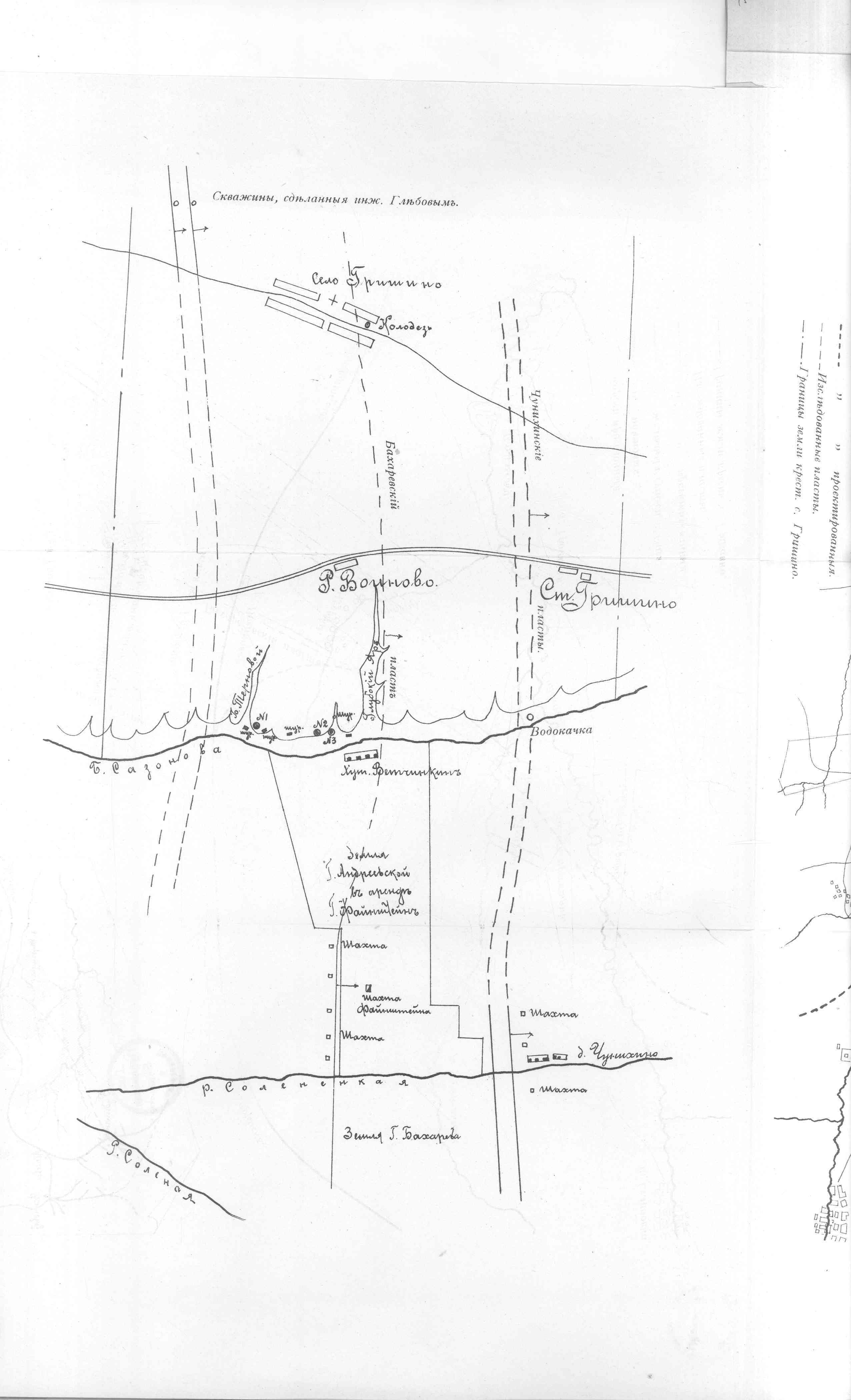
Шахти Я. Л. Шнуренка в селі Зелене Покровського району Донецької області на схемі 1900 року

В кінці 1890-х років було закладено рудник Я. Л. Шнуренка на західній околиці сільця Зелене (див. схему, що додається), з 1 січня 1900 було отримано дозвіл на видобуток, і до 1901 року почалася розробка родовища зазначеним вище підприємцем. Шахти Я. Л. Шнуренка розробляли пласт h24 «Чунихинської» свити С23. На лівому березі Солоненької в районі зазначеного села до революції працювала шахта Шнуренка і Дубинського глибиною 82 метри. Таких шахт було, щонайменше, три. За даними І. П. Табурна, за сприятливих умов видобуток вугілля на руднику міг досягти позначки 3 млн пудів на рік. Втім, реальні показники роботи були куди більш скромними: у 1900—1901 господарчому році рудник Шнуренка навантажив по станції Гришине 41 вагон вугілля, по 600 пудів кожний. У 1902—1903 роках підприємець Я. Л. Шнуренко вже розробляє вугілля разом із І. А. Інжечеком (видобувна здатність копальні — 1 млн тон на рік).
У 1900 році почалися роботи із закладки Абрамівського кам'яновугільного рудника Х.-Є. А. Кравцова. Рудник звели на правому березі річки Солоненька у 0,5 версти південніше села Зеленого. Шахти пройшли глибиною близько 53 метрів, залишки породного відвалу рудника в полі збереглися й досі. Тут також розроблявся пласт вугілля h24 «Чунихинської» свити С23. Керуючим на руднику був А. П. Кузнєцов. За статистикою Ради З'їзду гірничопромисловців півдня Росії за 1902—1908 роки, рудник належав Х.-Є. А. Кравцову, хоча формально підприємство належало фірмі, яка мала реєстрацію у Варшаві.
Своє перше вугілля Абрамівський рудник видав не пізніше 1902 року, — саме тоді він починає відвантажувати продукцію по станції Гришине. У 1902—1903 господарчому році рудник завантажив по станції Гришине 454 вагони вугілля. На 1903 рік видобувна здатність даного рудника становила 1 млн пудів, на 1904 рік — 1,4 млн пудів, на 1905 рік — 1,5 млн пудів на рік. При цьому, в першому півріччі 1904 на руднику було видобуто 0,19 млн пудів вугілля, а надано для перевезення залізницею в 1903—1904 господарчому році — 0,31 млн пудів (518 вагонів) вугілля.
У 1905—1907 роках рудник працював нестабільно. З плановими показниками був повний порядок: його видобувна здатність стабільно трималася на позначці 1,5 млн пудів, а передбачуваний видобуток — на позначці 0,9 млн пудів вугілля на рік. Але в першому півріччі 1904, 1905 і 1906 років на руднику було видобуто, відповідно, 0,524, 0,298 і 0,298 млн пудів вугілля. У 1904—1905 господарчому році Х. А. Кравцов відвантажив по Гришине 329 вагонів, в 1906—1907 році — 200 вагонів вугілля. Останні згадки про даний руднику датовані 1912 роком. Коли пласт був відпрацьований, господар рудника домігся дозволу на дорозвідку родовища і відкриття нових шахт. Розвідувальними свердловинами до революції 1917 року було розкрито пласти h6 «Кравцовський» (D), f1 «Лисогорівський» (F) і g2 (В).
У перші роки радянської влади вугілля в районі села Зелене розробляв рудник № 7 «Єленінські копальні», який розробляв вугільний пласт h6 «Кравцовський». У 30-50-ті роки в районі Зеленої працювали дрібні шахти № 6 і 53 «Чунишине» («місцпрому»), які розробляли вугільні пласти вищевказаних світ. Терикон шахти № 53 «Чунишине» в центрі села Зелене зберігся й досі, шахту було відкрито після 1943 року. Що стосується шахти № 6, вона була в районі на південь від села Новоукраїнка, розташованого між сучасними селом Зелене і закритою станцією Чунишине. Працювала як до Другої Світової війни, так і після її закінчення.